# Christopher Heyn
Christopher Heyn (* 13. Dezember 19??; manchmal auch Chris Heyn bzw. Christopher J. Heyn) ist ein US-amerikanischer Filmschaffender im Fernsehen und ein Buchautor.

## Leben und Leistungen
Christopher Heyn schloss seine Ausbildung als Bachelor of Science in TV production ab. Er arbeitete für die Fernsehserien Mickey Mouse Club (MMC) und für Baywatch mit David Hasselhoff. Ab der fünften Folge wirkte er in allen fünf Staffeln der dramatischen Agentenserie Nikita (La Femme Nikita) (1997 bis 2001) mit. Er war in Los Angeles, wie ein script coordinator, für die Skripts verantwortlich und schrieb die Inhaltsangaben der Folgen. Er war der Assistent der executive consultants Joel Surnow und Robert Cochran. Surnow war der maßgebliche Erfinder der Fernsehserie Nikita und spätere Schöpfer der Actionserie 24 mit Kiefer Sutherland. Im Jahr 2000 war Heyn für Lawrence Hertzog und Peter M. Lenkov tätig. Er trug als Special Features Consultant zu den DVDs von Nikita bei und sprach Kommentare zur vierten Staffel. Er ist schon jahrelang mit den Fans von Nikita übers Internet in Kontakt. Sein populäres Messageboard Heyn's Hussies-Christopher's Rogues wurde im Dezember 1998 von Fans der Serie gegründet. Es wurde im Jahr 2002 umbenannt in Inside Section One und war bis zum 31. Oktober 2006 online.
Heyns Buch Inside Section One: Creating and Producing TV's La Femme Nikita wurde ab Ende Oktober 2006 versandt, nachdem der Druck in China am 15. September fertiggestellt wurde. Heyn hatte über fünf Jahre an den 408 Seiten geschrieben. Man konnte bereits bei der Nikita-Convention 2001 vorbestellen. Das Coverfoto, in schwarz und weiß, stammt vom US-amerikanischen Fotografen Herb Ritts. Die Einleitung hat Peta Wilson, die Haupt- und Titeldarstellerin von Nikita, verfasst. Der Grafikdesigner des Buchinneren ist Kevin Ryan. Die Auflage beträgt 2000 Stück. Das unautorisierte Buch in englischer Sprache ist sowohl für Studenten der Medienwissenschaft als auch für Fans der Fernsehserie gedacht. Es enthält Hintergrundinformationen, zahlreiche schwarzweiße Fotos, über sechzig Interviews, zum Beispiel mit Joel Surnow, Robert Cochran, Lawrence Hertzog, Jamie Paul Rock, Peter M. Lenkov, Michael Loceff, Peta Wilson, Roy Dupuis, Eugene Robert Glazer, Alberta Watson, Matthew Ferguson, Don Francks, Cindy Dolenc, Carlo Rota, David Hemblen, Siân Phillips, Lawrence Bayne, Anais Granofsky, Jon Cassar, René Bonnière, Brad Turner, Rocco Matteo, Laurie Drew, Sean Callery, Mark Snow, K. Douglas MacRae und anderes. Zehn Prozent der Bucheinnahmen werden dem Roten Kreuz gespendet.
Die zweite aktualisierte und erweiterte Auflage des Buches Inside Section One: Creating and Producing TV's La Femme Nikita ist ab dem 16. Mai 2025 als Kindle-Ausgabe erhältlich.

## Filmstab
- 1989: Baywatch – Die Rettungsschwimmer von Malibu (Baywatch) (Fernsehserie) als script coordinator
- 1989–1990: Mickey Mouse Club (MMC) (Fernsehserie)
- 1994: Thunder in Paradise (Fernsehserie) als script coordinator
- 1995: Baywatch Nights (Fernsehserie) als script coordinator
- 1997–2001: Nikita (La Femme Nikita) (Fernsehserie) als assistant to executive consultants
- 2002: Celebrity Boxing 2 (Fernsehshow) als post-production coordinator

## Buchautor
- Inside Section One: Creating and Producing TV's La Femme Nikita, Los Angeles: Persistence of Vision Press, September 2006, ISBN 0-9787625-0-9.